# Áed Ier de Dalriada
Pour les articles homonymes, voir Aed.
Áeda Find ou Aeda Find mac Echaid (mort en 778) roi des Scots de Dál Riata de 748 à 778.

## Origine
La liste généalogique des rois de Dál Riata donne comme père à Áed Find (le Beau) , « Domangairt m Domnaill Bricc », tué en 673, ce qui est chronologiquement impossible. Áed devait être plus probablement son arrière-petit-fils et le fils de Eochaid mac Echdach « Angbhaid », roi de Dalriada entre 726 et sa mort en 733 mentionné après Selbach mac Ferchair dans les Synchronismes de Flann Mainistreach.
Dans ce contexte Áed Find devait être encore très jeune lors de la prise de contrôle du Dalriada par le roi Picte Oengus Ier au cours des années (736-741). Il semble qu’il ait mis à profit les difficultés de ce dernier notamment avec les Brittoniques du royaume de Strathclyde  pour  restaurer le pouvoir du Cenél Gabráin sur le Dalriada  vers 750.

## Règne
Le Duan Albanach lui attribue un règne de 30 ans et le surnomme « Áodh ArdFhlaith »   (Áed le Haut Souverain).
Les Annales d'Ulster mentionnent à l'année 768 une bataille en Foirtriu entre Áed et les Pictes du roi Ciniod mac Uuredech.  La mort du roi en 778 est également relevée par les Annales irlandaises.
Áed Find  laissera pour la postérité la réputation d’un législateur. Son lointain successeur le roi Scot des Pictes Domnall mac Ailpín mort en 862 est connu de la « Chronique Picte » pour avoir « établi chez les Gaëls les droits et lois du royaume d'« Edi filii Ecdach » », sans que nous sachions exactement en quoi  cela consistait.
Áed Find a comme successeur son frère cadet Fergus mac Echdach.

## Sources
- (en) Alfred P. Smyth, Warlords and Holy Men Scotland ad 80~1000, Edinburgh, Edinburgh University Press, 1984, 279 p. (ISBN 0748601007), p. 179,181-2,188.
- (en) Ann Williams, Alfred P. Smyth and DP Kirby A bibliographical dictionary of Dark Age Britain SEABY London (1990)  (ISBN 1-85264-047-2).